# Невьянская икона
Невьянская икона — старообрядческая иконописная школа, сложившаяся в Невьянске (Горнозаводской Урал), существовала в XVIII—XX веках.

## История
Существовала с начала XVIII века до 1-й трети XX века. В научный оборот явление Невьянской иконы ввели Г. В. Голынец (род. 1943) и О. П. Губкин. На основе коллекции, собранной и изученной Е. В. Ройзманом, написан и издан в 1997 году первый альбом — «Невьянская икона».
Первая известная датированная икона Невьянской школы — «Рождество Богородицы» 1726 года, последняя — «Спас Вседержитель», 1919 год, апрель.

## Наследие

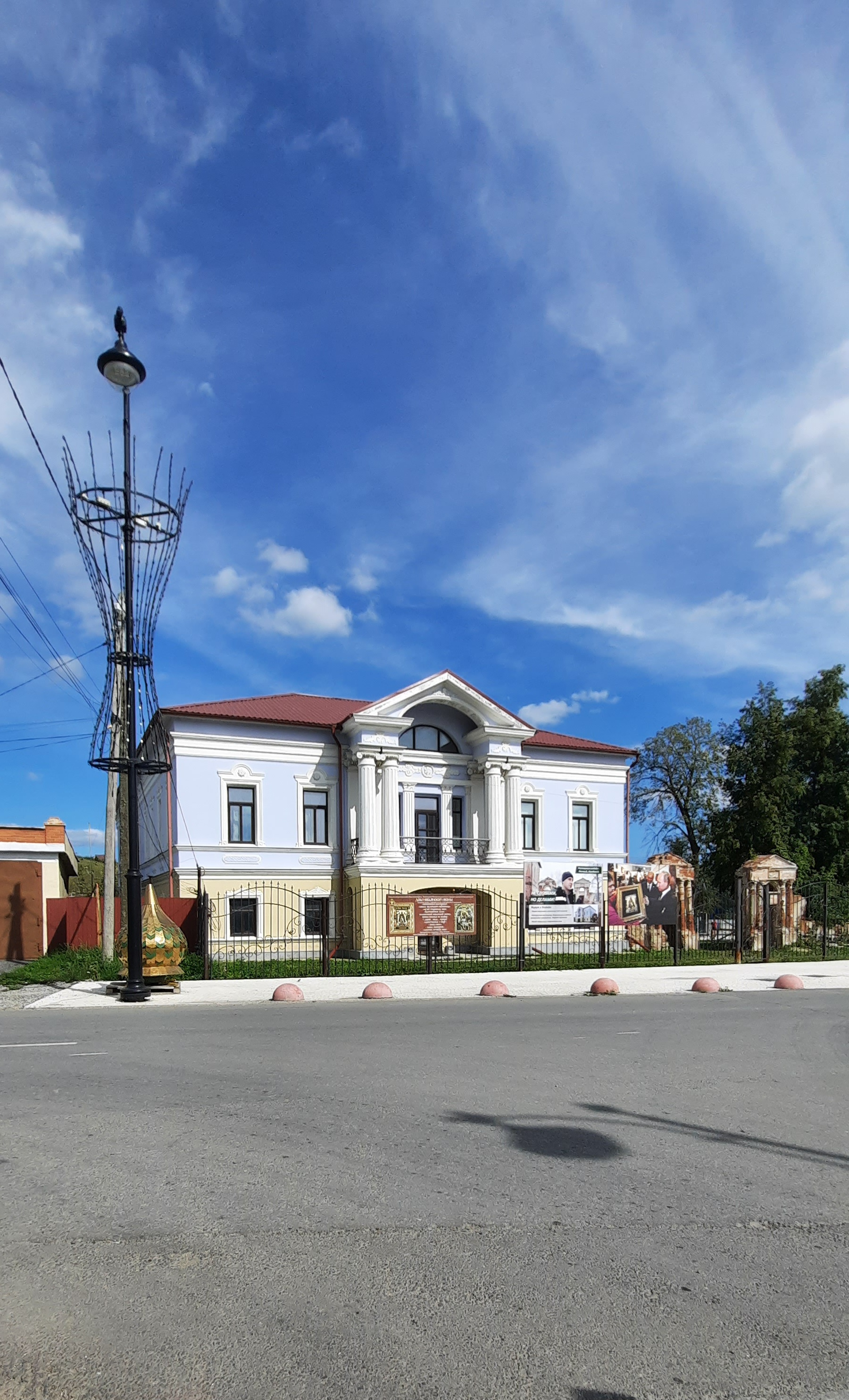
«Дом Невьянской иконы», Свердловская область, Невьянск.

Собирал и изучал иконы Евгений Вадимович Ройзман, который в 1999 году на базе своей коллекции открыл Музей «Невьянская икона» в Екатеринбурге, расположенный по адресу: улица Энгельса, дом 15.
Также при помощи Е. Ройзмана 30 октября 2011 года открыт музей «Дом Невьянской иконы» в самом Невьянске (ул. Красноармейская, д. 2).

## Галерея

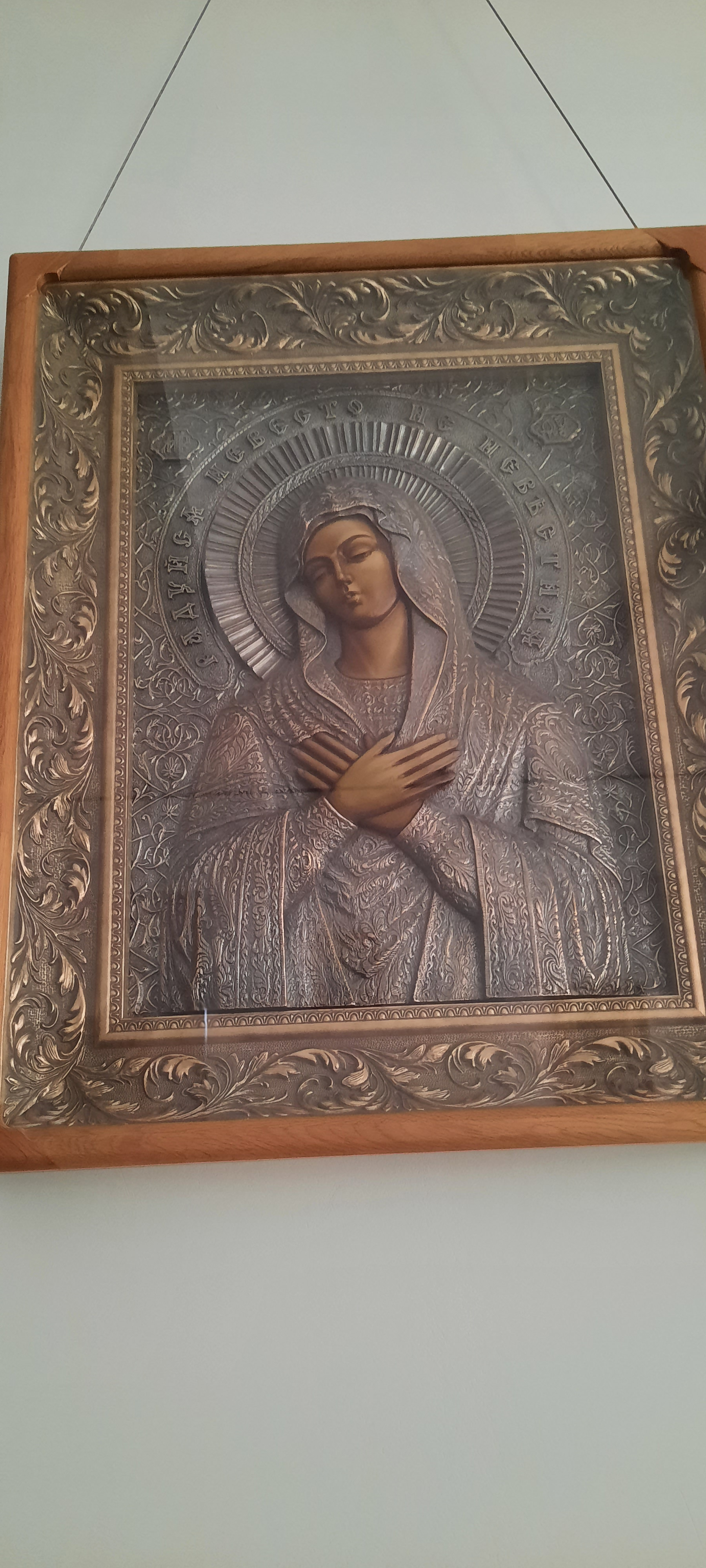
«Дом Невьянской иконы»

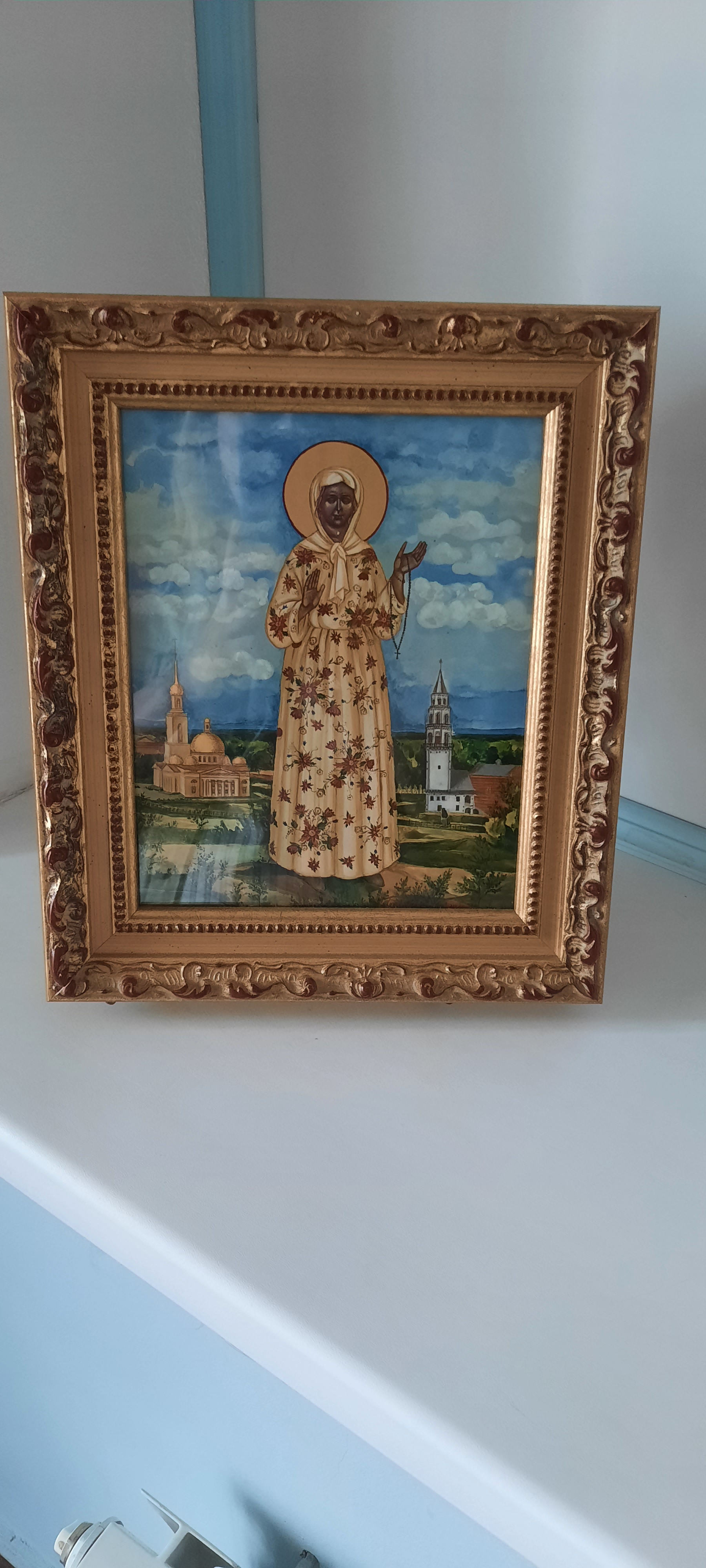
«Дом Невьянской иконы»

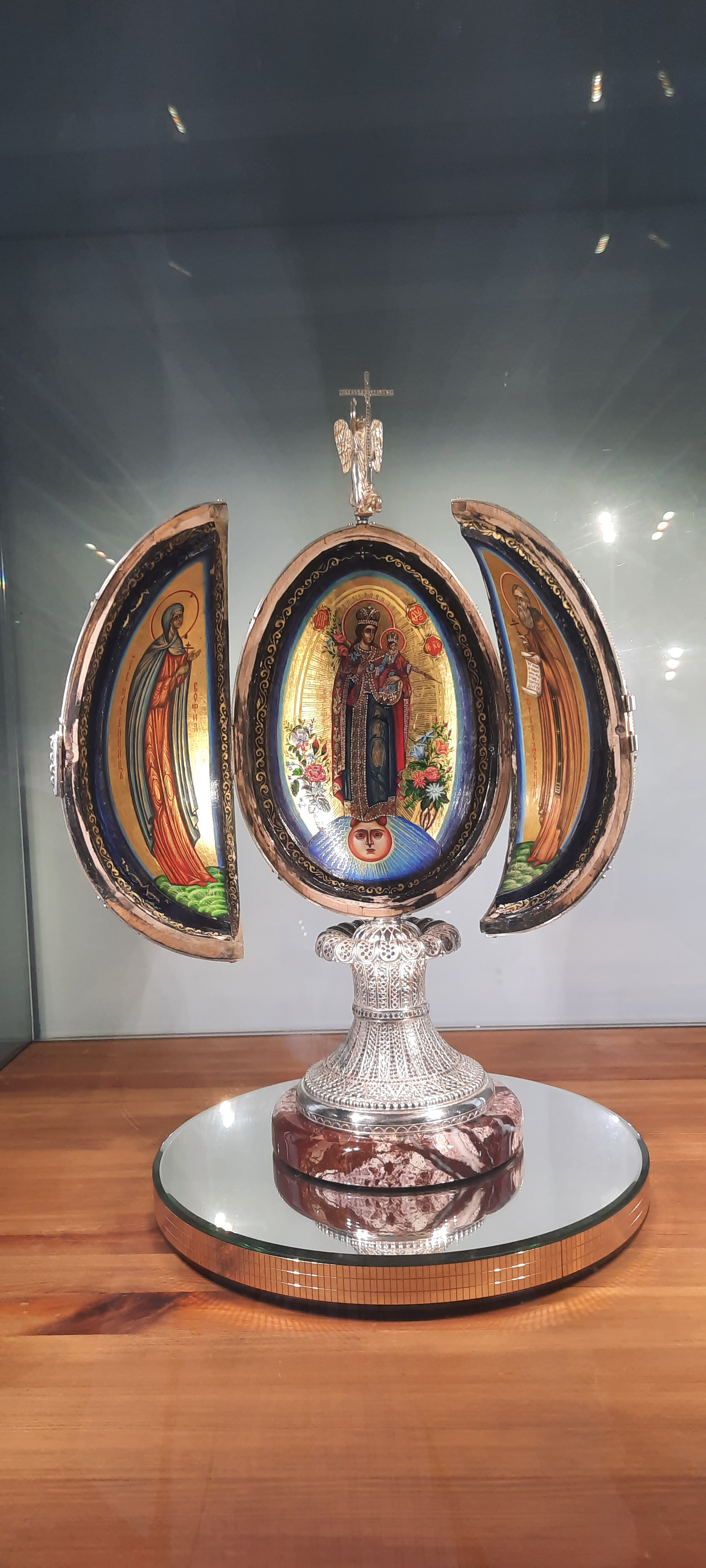
«Дом Невьянской иконы»

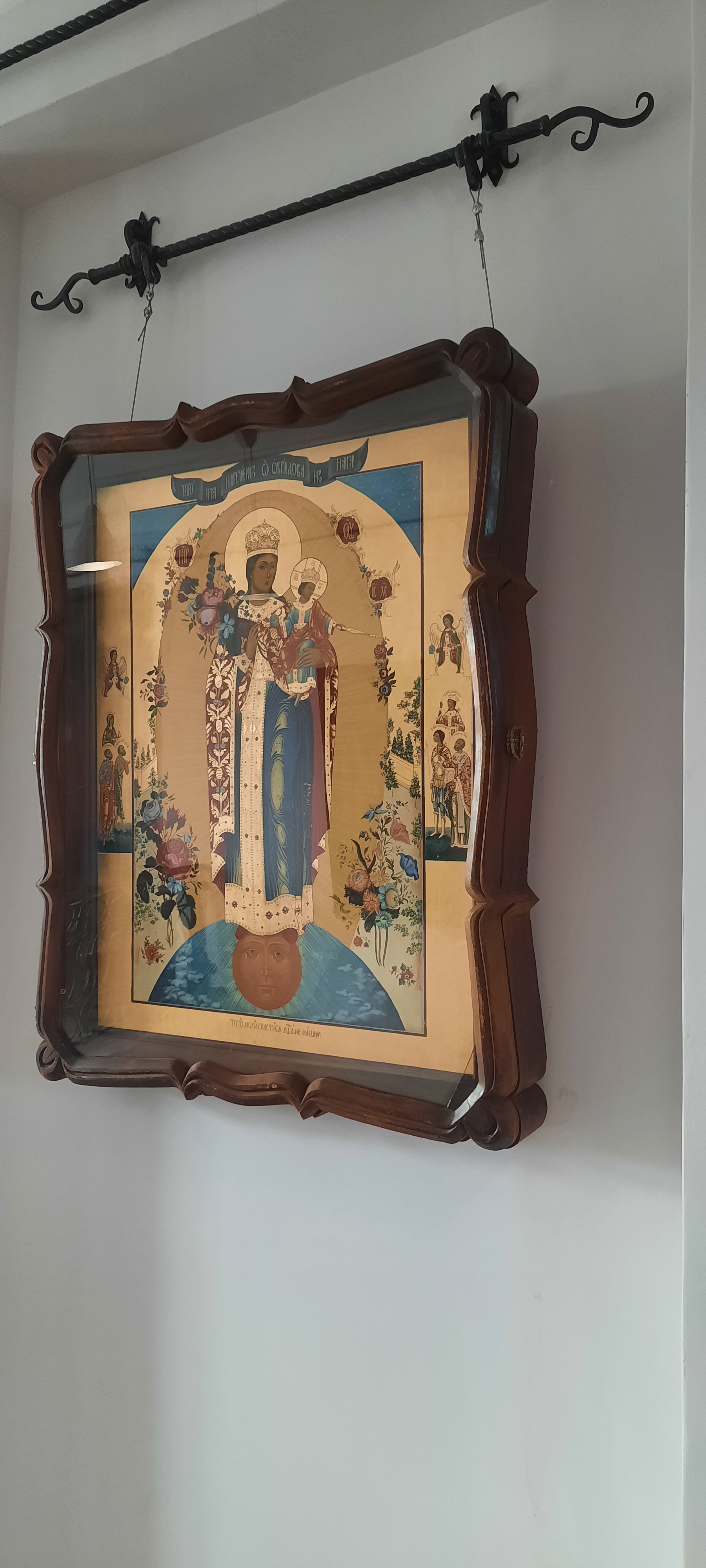
«Дом Невьянской иконы»

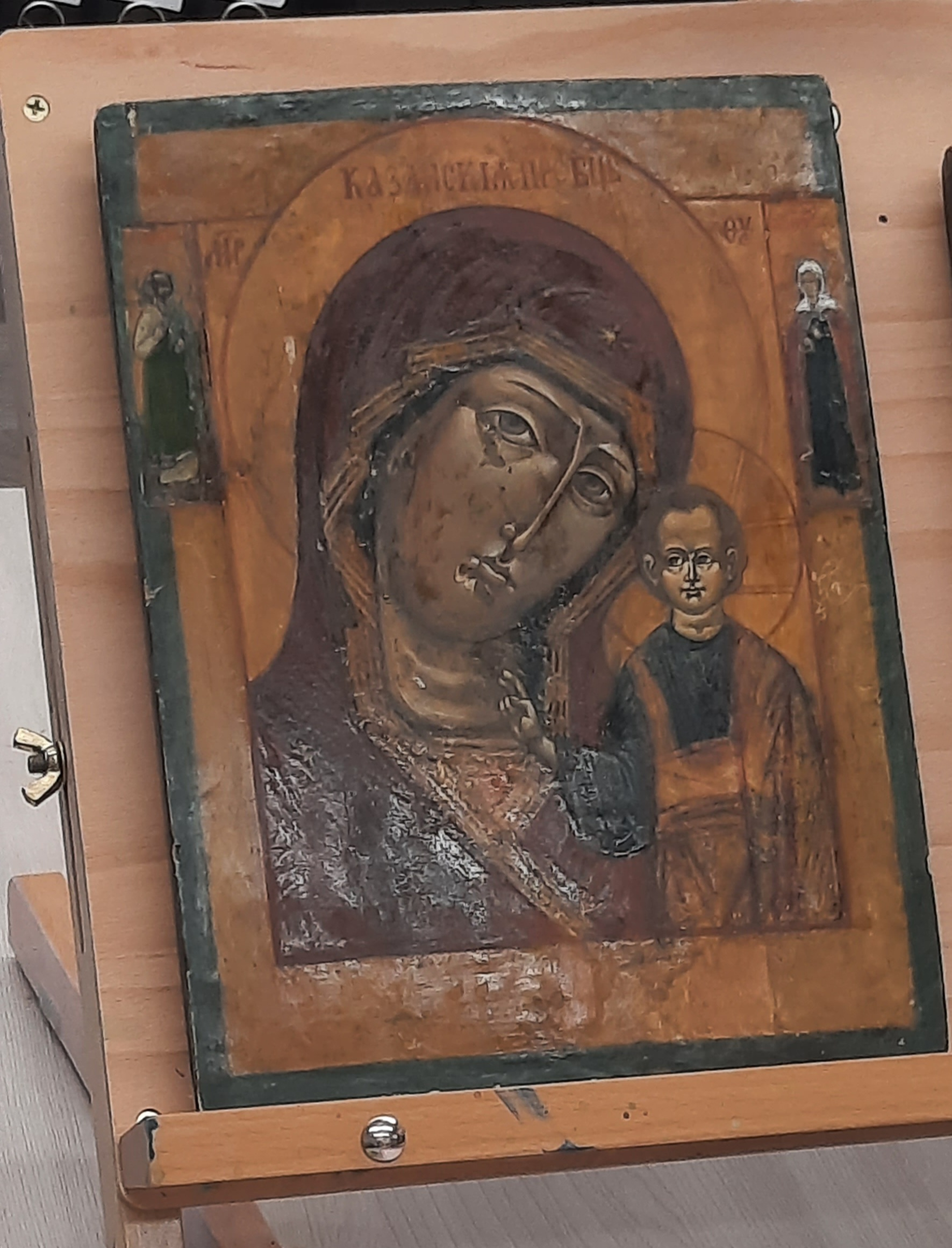
«Дом Невьянской иконы»